# Santos Limited
Santos Limited — третья по величине нефтяная компания в Австралии, специализирующаяся на разведке и добыче нефти и газа, производстве нефтепродуктов и сжиженного природного газа (СПГ). Santos является публичной компанией, акции которой торгуются на бирже ASX. Штаб-квартира располагается в здании «Сантос-центр» (англ. Santos Centre) в городе Аделаида, Южная Австралия. Имеет свои отделения в Мельбурне, Брисбене, Перте и Джакарте. На 31 декабря 2009 года компания входила в 40 ведущих компаний Австралии с капитализацией около $10,1 миллиарда.

## Деятельность
Santos Limited, в отличие от Woodside Petroleum, специализируется на разведке углеводородов на самом австралийском континенте, а не на шельфе. Разведка ведётся на площади в 192 тысяч км². Santos крупнейший поставщик газа и нефтепродуктов на внутренний рынок. Продажи осуществляются во всех крупных городах и охватывают все австралийские континентальные штаты.
Onshore
Santos является основным разработчиком месторождения «Купер» (англ. Cooper Basin). Данное месторождение было открыто в 1960-х годах и в настоящее время является крупнейшим по запасам нефти и газа. От месторождений газ поступает по газопроводам в Брисбен, Аделаиду и Сидней. Основной завод по переработке газа месторождения «Купер» расположен в городе Мумба (англ. Moomba), Южная Австралия.
Offhore:
1. В штате Виктория, недалеко от Мельбурна, Santos осуществляет эксплуатацию шельфового газового месторождения Casino. Добытый газ транспортируется до берегового перерабатывающего технологического комплекса и далее поставляется потребителям в Мельбурн и Сидней.
Компания принимает участие в добыче нефти и газа и их переработке и в других странах, включая Индонезию, Папуа — Новая Гвинею, Индию, Бангладеш, Египет, Вьетнам, Киргизию.

### Развитие
В ведущих государствах Восточной Азии неуклонно растет спрос на сжиженный природный газ (СПГ). Santos планирует к 2010 году построить в городе Гладстон (англ. Gladstone), штат Квинсленд, завод по производству СПГ, стоимостью $7,7 миллиардов. Завод будет перерабатывать метан угольных пластов (англ. Coalbed methane), добываемый в восточной части Квинсленда. С целью привлечения дополнительного капитала, в 2008 году Santos продала 40 процентную часть участия в данном проекте малайзийской нефтегазовой компании PETRONAS, являющейся одним из крупнейших производителей СПГ в мире.